# Khunying Patama Leeswadtrakul

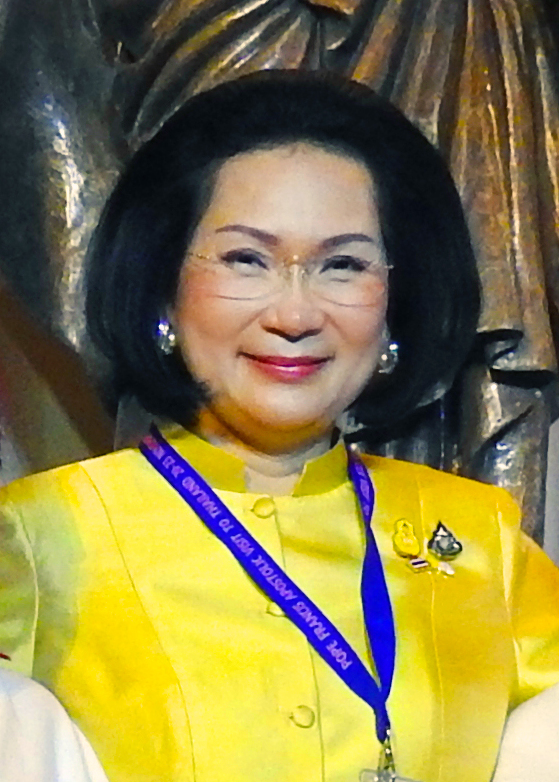
Khunying Patama Leeswadtrakul, 2019

Khunying Patama Leeswadtrakul  (* 16. Februar 1965 in Bangkok) ist eine thailändische Managerin und Sportfunktionärin.

## Allgemeines
Khunying Patama Leeswadtrakul besuchte die Ramkhamhaeng-Universität und machte 2007 ihren Master in Betriebswirtschaftslehre. An der University of Manchester erwarb sie 2012 den Master in Ressourcentheorie.
Vor ihrem Studium arbeitete sie als Direktorin einer thailändischen Hotelkette. Seit 2007 sitzt sie im Vorstand eines Stahlunternehmens. Zudem arbeitet sie als Expertin für das thailändische Justizministerium und das Kulturministerium. Seit 2011 ist sie Präsidentin des Thailand Philharmonic Orchestra.

## Sportadministration
Khunying Patama Leeswadtrakul war von 2008 bis 2013 Beraterin des thailändischen Badmintonverbandes. Bei den Asienspielen 2010 im chinesischen Guangzhou und bei den Olympischen Sommerspielen 2012 in London war sie Teammanagerin der thailändischen Badmintonmannschaft. Seit 2013 ist sie Präsidentin des thailändischen Badmintonverbandes und seit 2017 Mitglied des NOKs Thailands. Sie ist Ratsmitglied der Badminton World Federation.

## IOC-Mitgliedschaft
2017 wurde Khunying Patama Leeswadtrakul zum IOC-Mitglied gewählt.